# Ernest Burnelle
Ernest Burnelle, né à Liège le 12 juillet 1908 et décédé à Liège le 5 août 1968 , est un homme politique belge, membre du Parti communiste de Belgique et militant wallon.

## Biographie
Ernest Brunelle est le fils d'une femme au foyer, de gauche, et d'un ouvrier de tendance anarchiste. Il obtient son diplôme d'instituteur à Liège et un régendat scientifique à Nivelles, et enseigne comme instituteur puis professeur de mathématiques. Il fait la connaissance de Théo Dejace qui le sensibilise à l'action syndicale. En 1937, il est président de la régionale liégeoise de la Centrale du personnel enseignant socialiste, affiliée au Parti ouvrier belge (POB), puis secrétaire du Comité d’action du personnel enseignant liégeois et du Front commun syndical.
Quand éclate la Deuxième Guerre mondiale, Ernest Burnelle entre dans la Résistance. Il avait fait la Campagne des 18 jours mais échappe à la captivité réservée aux soldats wallons (dans le cadre de la Flamenpolitik, les Allemands décident de libérer tous les soldats réussissant un test linguistique en néerlandais). Il fait partie du Front wallon pour la libération du pays. Il participe à la presse clandestine, devient un compagnon de lutte de Julien Lahaut. Il échappe de justesse à une arrestation par les Allemands qui emprisonnent son père. Il est un permanent du PCB clandestin et poursuit sa lutte au Borinage ensuite dans le pays de Charleroi.
On le considère comme un anti-stalinien dans la ligne de René Beelen et il deviendra secrétaire du PCB en 1954 et même président national en 1961. Il est secrétaire de la fédération liégeoise du PCB (1946-1947), responsable national de la propagande (1947-1948), rédacteur du journal Le Drapeau rouge de 1949 à 1950 durant la Question royale. De 1946 à 1949, il est député de Liège et soutient la proposition de loi portant révision de la Constitution déposée par Marcel-Hubert Grégoire au nom du Congrès national wallon de 1945, confirmé par le Deuxième congrès national wallon. Lui-même prend la parole au Troisième congrès national wallon de Bruxelles en 1948, où il déclare qu'il s'engage à propager l'idée du Fédéralisme dans les masses populaires. Il entre au Mouvement populaire wallon créé après la Grève générale de l'hiver 1960-1961, est réélu député de Liège de 1965 à 1968, est à nouveau élu cette année-là, mais lors d'un meeting, organisé conjointement avec le Parti socialiste belge, le Mouvement populaire wallon et la Fédération générale du travail de Belgique, il est frappé d'une hémorragie cérébrale dont il ne se remettra pas. Il est remplacé à la tête du PCB par Marc Drumaux et à la Chambre, par Marcel Levaux qui lui-même s'engagera également dans le mouvement wallon, notamment à Wallonie Région d'Europe.
Il est inhumé au cimetière de Robermont à Liège.